# Gnieździec
Gnieździec – wzniesienie należące do Wzgórz Trzebnickich, położone w paśmie Kozich Czubów, znajdujące się na terenie Gminy Oborniki Śląskie, w powiecie Trzebnickim, województwie dolnośląskim, w pobliżu miejscowości Kowale (obręb ewidencyjny). Wierzchołek i masyw wzniesienia pokryty jest lasem. Na północ od wzniesienia znajduje się Długa Hala, a za nią Piekarska Góra, a w kierunku zachodnim Kuraszowska Góra. Wysokość bezwzględna wzniesienia wynosi 226,0 m n.p.m. .
Nazwa własna – Gnieździec – ujęta jest w państwowym rejestrze nazw geograficznych: identyfikator PRNG – 235597, identyfikator IIP – PL.PZGiK.320.NGRP.235597. Rejestr ten podaje następujące współrzędne geograficzne punktu głównego: szerokość geograficzna – 51°18'51" N, długość geograficzna – 16°57'58" E.
Należy także zaznaczyć, iż w niektórych współczesnych opracowaniach, na mapach, publikacjach, nazwy Kuraszowska Góra i Gnieździec, w stosunku do państwowego rejestr nazw geograficznych, są mylone i stosowane odwrotnie, tzn. Kuraszowskiej Górze przypisuje się nazwę Gnieździec, a wzniesieniu Gnieździec przypisuje się nazwę Kuraszowska Góra .